# Comuna de Tczew
Tczew (polaco: Gmina Tczew) é uma gminy (comuna) na Polónia, na voivodia de Pomerânia e no condado de Tczewski. A sede do condado é a cidade de Tczew.
De acordo com os censos de 2004, a comuna tem 11 143 habitantes, com uma densidade 65,3 hab/km².

## Área
Estende-se por uma área de 170,61 km², incluindo:
- área agrícola: 80%
- área florestal: 14%

## Demografia
Dados de 30 de Junho 2004:
|                      | Total   | Total | Mulheres | Mulheres | Homens  | Homens |
| -------------------- | ------- | ----- | -------- | -------- | ------- | ------ |
|                      | pessoas | %     | pessoas  | %        | pessoas | %      |
| População            | 11 143  | 100   | 5559     | 49,9     | 5584    | 50,1   |
| Densidade (pop./km²) | 65,3    | 100   | 32,6     | 32,6     | 32,7    | 32,7   |

De acordo com dados de 2002, o rendimento médio per capita ascendia a 1444,83 zł.

## Comunas vizinhas
- Lichnowy, Miłoradz, Pszczółki, Skarszewy, Starogard Gdański, Subkowy, Suchy Dąb, Tczew, Trąbki Wielkie